# 142 Polana
142 Polana  é um asteroide muito escuro situado no cinturão de asteroides. Ele é um importante membro da chamado família Polana, que é um subgrupo da família Nisa. 142 Polana possui uma magnitude absoluta de 10,27, um diâmetro estimado de 55,3 ± 1,6 km e um baixo albedo de 0,045.

## Descoberta e nomeação
142 Polana foi descoberto no dia 28 de janeiro de 1875 pelo astrônomo Johann Palisa. Esse asteroide foi nomeado em homenagem a cidade de Pola (atual Pula, Croácia), cidade na qual estava localizado a sede do Observatório Naval Austríaco onde o astrônomo fez a descoberta.

## Características orbitais
A órbita de 142 Polana tem uma excentricidade de 0,1365 e possui um semieixo maior de 2,417 UA. O seu periélio leva o mesmo a uma distância de 2,087 UA em relação ao Sol e seu afélio a 2,747 UA.

### Ressonância com Marte
Polana está em uma ressonância orbital de 1:2 com o planeta Marte, o que significa que Polana orbita o Sol uma vez a cada duas órbitas concluídas por Marte. Esta ressonância ajuda a proteger o asteroide da erosão orbital: as excentricidades das órbitas dos asteroides ressonantes são claramente maiores do que as dos asteroides não ressonantes. Existem cerca de 1500 asteroides neste ressonância, e a ressonância entre Polana e Marte vai se reforçar ao longo dos próximos milhões de anos devido a transição de Polana para um forte período de libração com Marte.